# Georg Sauerwein
Georg Julius Justus Sauerwein, född den 15 februari 1831 i Hannover, död den 18 december 1904 i Kristiania, var en tysk språkforskare och författare. 
Sauerwein studerade orientaliska språk och sanskrit i Göttingen och förde senare ett kringflackande liv med längre vistelser i England, Litauen, Norge och andra länder. Han var i besittning av en förbluffande förmåga att på kort tid  uppnå färdigheten att tala och skriva främmande språk. Han kunde nästan alla europeiska språk och åtskilliga utomeuropeiska och arbetade i det brittiska och utländska bibelsällskapets tjänst genom att ge ut många bibliska skrifter i europeiska, afrikanska och asiatiska språk. Med stor uthållighet och värme kämpade han för de små, i större stater inlemmade folkslags språkliga rättigheter (Immanuel Kant und Ludwig Windthorst . . . von Girënas, 1891, och Die littauische Frage . . . von Girënas, 1888). I Norge vistades Sauerwein mycket och lärde landets språk och dess dialekter till sådan fullkomning, att han kunde bemästra det både i vers och prosa (Frie Viso ifraa Vigguin . ., 1885, Sprogstudier og Skaldskab i Fredssagens Tjeneste, 1903).